# Boadilla del Camino
Boadilla del Camino é um município da Espanha na província de Palência, comunidade autónoma de Castela e Leão, de área 4,66 km² com população de 140 habitantes (2007) e densidade populacional de 27,47 hab./km².

## Demografia
| Variação demográfica do município entre 1991 e 2004 | Variação demográfica do município entre 1991 e 2004 | Variação demográfica do município entre 1991 e 2004 | Variação demográfica do município entre 1991 e 2004 |
| --------------------------------------------------- | --------------------------------------------------- | --------------------------------------------------- | --------------------------------------------------- |
| 1991                                                | 1996                                                | 2001                                                | 2004                                                |
| 217                                                 | 204                                                 | 175                                                 | 166                                                 |